# دانشگاه جینان (استان شاندونگ)
دانشگاه جینان (UJN ; Chinese ; به زبان محاوره ای 济大، پینیین: Jǐdà) واقع در شهر جینان، استان شاندونگ، چین، یک دانشگاه کلیدی و جامع استانی است. این دانشگاه با ثبت نام دانشجویان از سراسر جهان، مدرک کارشناسی، کارشناسی ارشد و دکتری ارائه می‌دهد.
در سال ۱۹۴۸، مؤسسه مصالح ساختمانی شاندونگ (ساختمان کنونی سلف دانشگاه جینان) در شهر زیبو، استان شاندونگ تأسیس شد. در سال ۱۹۸۳ تصویب شد که مؤسسه مصالح ساختمانی شاندونگ به شهر جینان، مرکز استان شاندونگ منتقل شود. در سال ۲۰۰۱، پس از ادغام با سه کالج دیگر، مؤسسه مصالح ساختمانی شاندونگ رسماً به دانشگاه جینان تغییر نام داد.